# Charte énergétique européenne
La charte énergétique européenne a été signée le 17 décembre 1994 et est entrée en vigueur en 1998. Elle constitue le fondement politique d'une coopération énergétique internationale basée sur un intérêt commun dans l'approvisionnement énergétique sûr et le développement économique durable. Ce préalable a permis l’entrée en vigueur, en 1998 également, du Traité de la charte sur l'énergie (TCE) qui créé un marché libre et international d’énergie, contraignant juridiquement. La charte internationale de l'énergie signée le 20 mai 2015 à la Conférence ministérielle de La Haye constitue son prolongement direct sur le plan international.

## Objectifs
La charte vise à :
- établir des relations saines (énergétiques) entre l'Est et l'Ouest de l'UE
- créer des conditions stables et transparentes pour les investisseurs étrangers
- instaurer la clause de la nation la plus favorisée à tous les membres
- faciliter le transit des matières premières et des produits énergétiques
- régler les litiges entre états et investisseurs

## Pays membres
Le traité a été voté par le Parlement russe mais n'a pas été ratifié par le gouvernement russe.
- Afghanistan
- Albanie
- Allemagne
- Arménie
- Australie
- Autriche
- Azerbaïdjan
- Biélorussie
- Belgique
- Bosnie-Herzégovine
- Bulgarie
- Croatie
- Chypre
- Danemark
- Estonie
- Union européenne
  - Euratom
- Espagne
- Finlande
- France
- Géorgie
- Grèce
- Hongrie
- Islande
- Irlande
- Japon
- Kazakhstan
- Kirghizistan
- Lettonie
- Liechtenstein
- Lituanie
- Luxembourg
- Macédoine
- Malte
- Moldavie
- Mongolie
- Monténégro
- Ouzbékistan
- Pays-Bas
- Norvège
- Pologne
- Portugal
- République tchèque
- Roumanie
- Russie
- Slovaquie
- Slovénie
- Suède
- Suisse
- Tadjikistan
- Turquie
- Turkménistan
- Ukraine
- Royaume-Uni

## Observateurs
Signataires de la charte européenne
- Burundi
- Canada
- États-Unis
- Indonésie
- Italie
- Jordanie
- Mauritanie
- Maroc
- Niger
- Pakistan
- Palestine
- Serbie
- Syrie
- Tchad
- Yémen

Signataires de la charte internationale
- Bangladesh
- Bénin
- Cambodge
- Chili
- Chine
- Colombie
- Communauté économique des États de l'Afrique de l'Ouest
- Corée du Sud
- Eswatini
- Tanzanie
- Ouganda

Observateurs invités
- Algérie
- Arabie saoudite
- Bahreïn
- Égypte
- Émirats arabes unis
- Iran
- Koweït
- Nigeria
- Oman
- Philippines
- Qatar
- Tunisie
- Venezuela

Organisations internationales avec le statut d'observateur
- Agence internationale de l'énergie
- Agence internationale de l'énergie renouvelable
- Association des nations d'Asie du Sud-Est
- Banque européenne pour la reconstruction et le développement
- Banque mondiale
- Commission économique pour l'Europe des Nations unies
- Conseil des États de la mer Baltique
- Conseil de l'énergie électrique
- Organisation de coopération économique de la mer Noire
- Organisation de coopération et de développement économiques
- Organisation mondiale du commerce

Le Secrétariat de la Charte de l'énergie et le Secrétariat général de la Ligue des États arabes ont signé un protocole d'accord le 19 mars 2012, ainsi qu'avec le Forum international de l'énergie en novembre 2007.